# Damit du dich im Viertel nicht verirrst

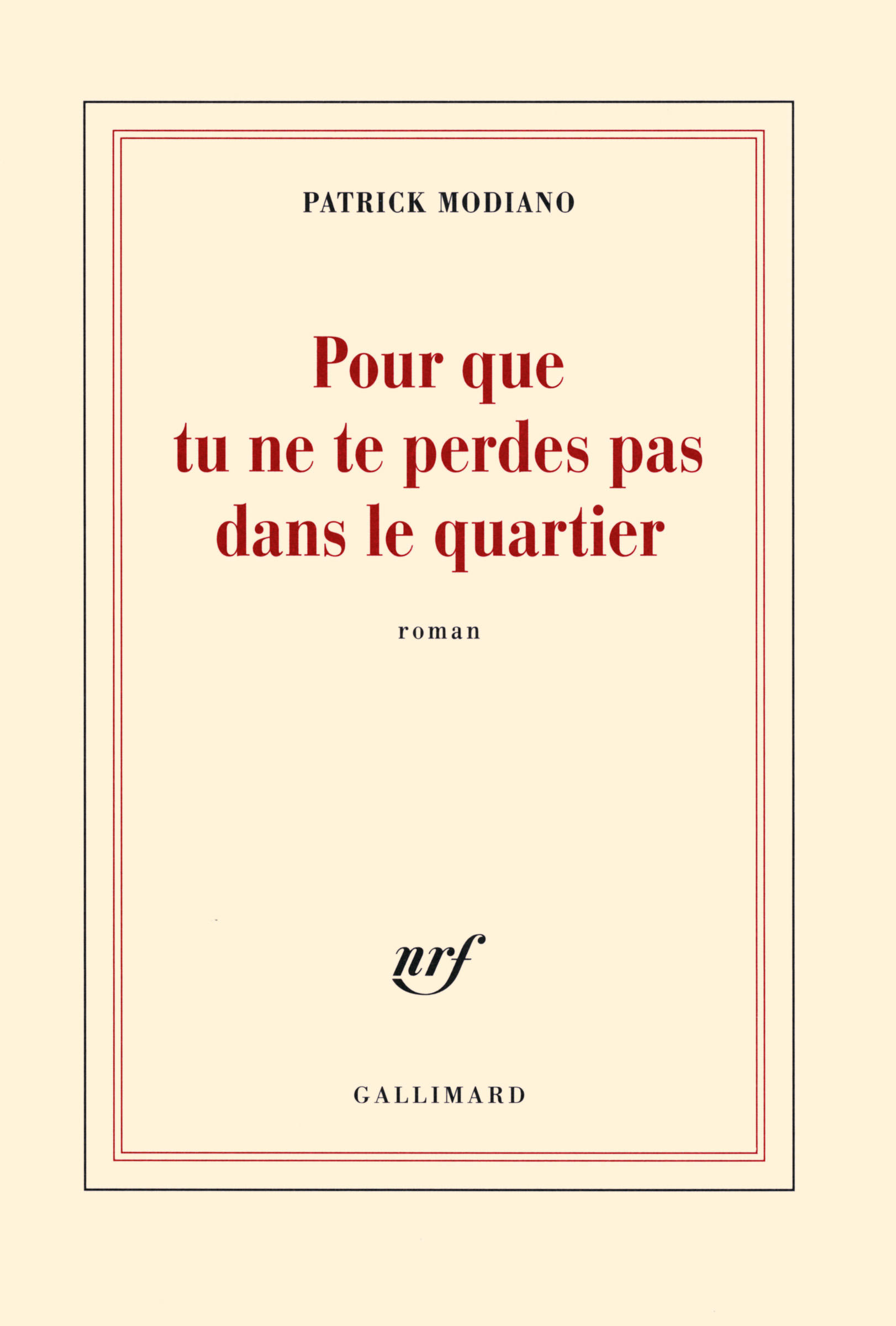
Erstausgabe in der Collection Blanche bei Éditions Gallimard

Damit du dich im Viertel nicht verirrst (Originaltitel: Pour que tu ne te perdes pas dans le quartier) ist der 28. Roman von Patrick Modiano, dem Literaturnobelpreisträger des Jahres 2014. Die deutsche Übersetzung von Elisabeth Edl erschien 2015. Das Buch ist als „Schatten eines Zweifels“ bezeichnet worden. An Leseerlebnissen wurde geschildert, dass Unausgesprochenes sich schlimmer anfühlt als Fakten, dass Problematisches aus der Vergangenheit einen mysteriösen Modergeruch entfaltet und dass Modianos leichtfüßiger sprachlicher Stil das Empfinden eines Fließens oder sogar eines Flirtens oder Verzaubertseins hervorrufen kann.

## Titel und Motto

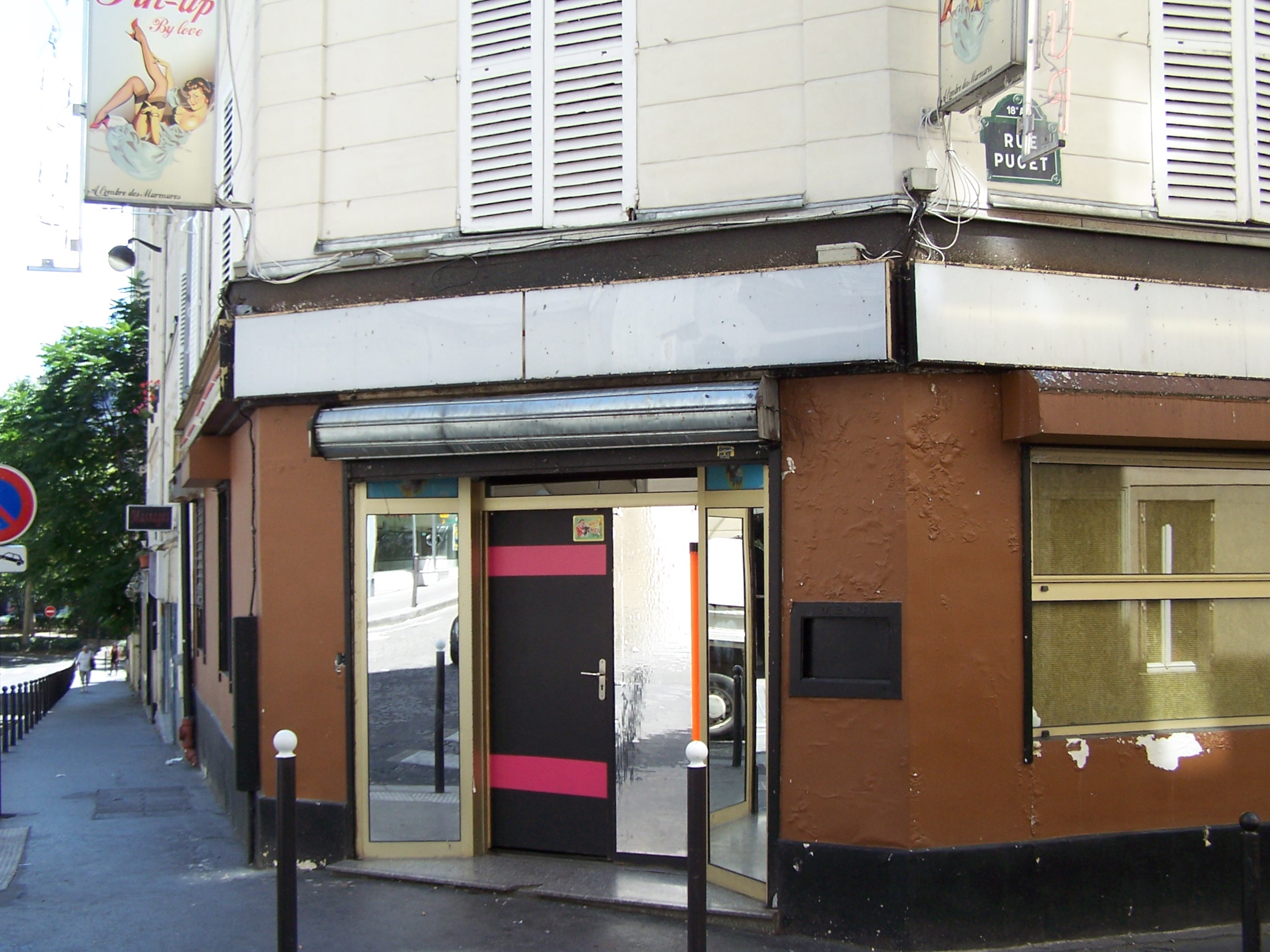
Pariser Nachtclub an der Ecke Rue Puget / Rue Coustou im Jahr 2013

Hauptfigur des Romans ist ein Schriftsteller, Jean Daragane. Die Worte des Titels, „Pour que tu ne te perdes pas dans le quartier“, kehren gegen Ende des Werks auf einem in Viertel gefalteten Zettel wieder, als handgeschriebene Phrase in der großen, altertümlichen Schrift von Annie Astrand, einer Frau im Alter der Mutter Daraganes. Später erinnert er sich, wie er als Junge allein in Paris herumgelaufen ist, nur mit diesem Zettel in der Tasche. Vor allem stand auf diesem Blatt Papier die damalige Wohnadresse von Annie und ihm. Im letzten Teil des Romans werden Begebenheiten aus der Jugendzeit mit weiteren „pour que“ („damit“)-Konstruktionen formuliert: „damit er sich (im Bahnhof) nicht in der Menge verliert“, „damit er nicht das Gleichgewicht verliert“, „damit er sich gut seinen neuen Namen würde merken können.“ Am 4. Dezember 2012 sucht Daragane nach vielen Jahren jene Gegend am Montmartre wieder auf (S. 138), wo er als Junge allein herumlief und wo er als vielleicht 22-Jähriger an seinem ersten Roman arbeitete.
Das Motto „Ich kann nicht die Realität von Fakten, sondern nur deren Schatten präsentieren“ ist der Autobiografie von Stendhal, Leben des Henry Brulard (1890), entnommen.

## Inhalt

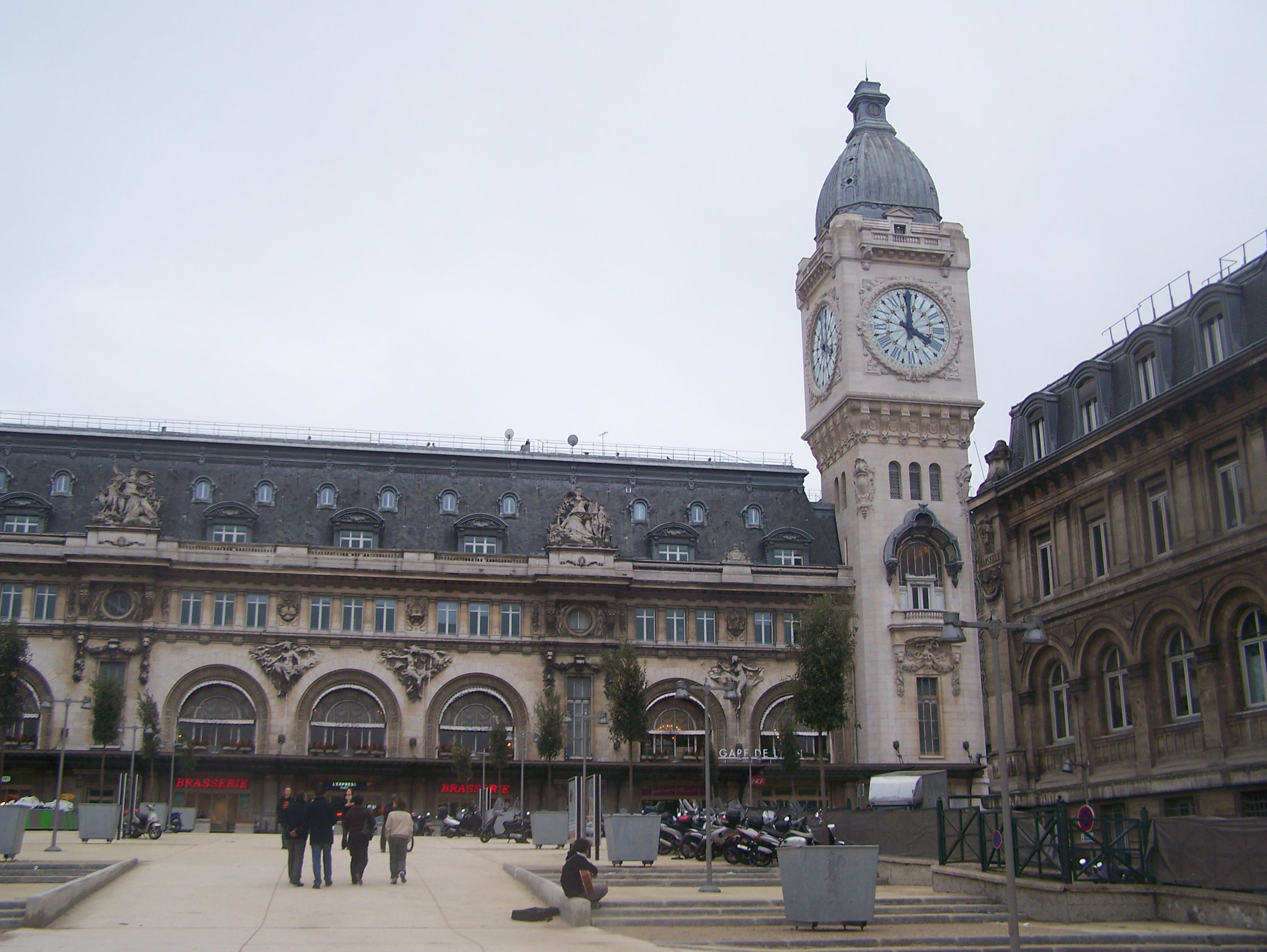
Paris, Gare de Lyon, 2006

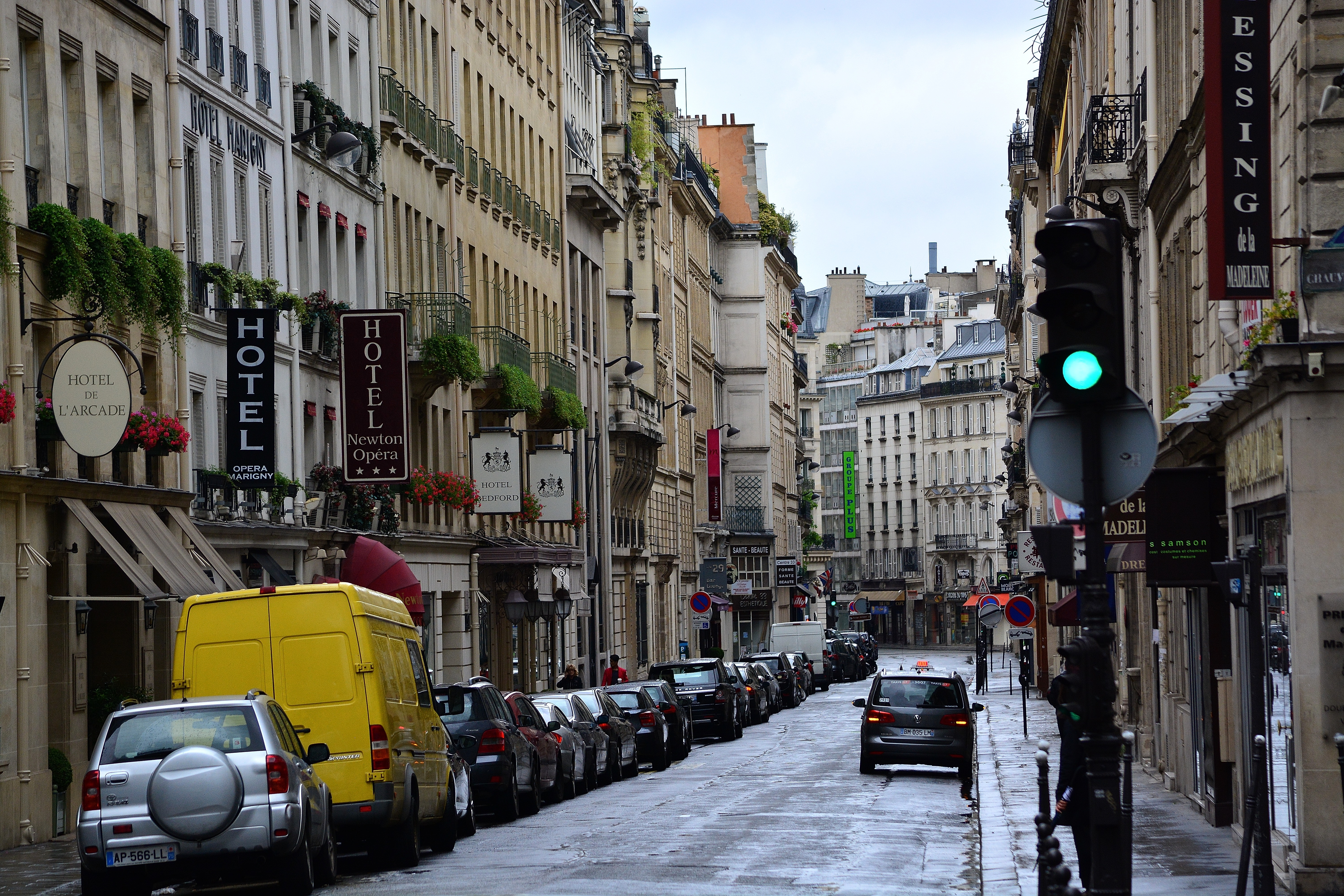
Rue de L’Arcade, Paris, 8. Arrondissement, 2014

Im Leben des Schriftstellers Jean Daragane, der jahrelang sorgsam versucht hatte, sich von allem abzuschirmen, bestehen eines Tages zwei ihm unbekannte junge Leute darauf, ihn persönlich kennenzulernen. Gilles Ottolini und dessen mysteriöse Gefährtin Chantal Grippay geben vor, im Restaurant der Gare de Lyon sein Adressbuch gefunden zu haben, was dazu führt, dass er sich mit ihnen in einem Café trifft, an der Ecke von Rue de L’Arcade und Boulevard Haussmann. Allerdings liegt ihm nicht besonders an dem Adressbuch, denn die Telefonnummern darin nutzt er nicht mehr. Nahezu gegen seinen Willen wird Daragane in Nachforschungen verwickelt, die sich um einen gewissen Guy Torstel drehen, der die Aufmerksamkeit der beiden auf sich gezogen hat. Ottolini wolle zu dieser Person einen Artikel schreiben. Dessen Name komme sowohl in ihren Unterlagen als auch in Daraganes Adressbuch vor, sagt Ottolini, und er will wissen, ob Daragane diesen Torstel kennt. Aber der erinnert sich nicht. Chantal Grippay versucht den Schriftsteller dazu zu bringen, ihrem Freund beim Schreiben zu helfen, und trifft sich zu diesem Zweck heimlich mit ihm. Daragane vermutet, dass es nur angeblich heimlich ist, und findet heraus, dass es die Firma gar nicht gibt, bei der Ottolini laut Chantal arbeitet. Sie sagt zu Daragane, dass Ottolini alle seine Romane gelesen habe. Auch in Daraganes erstem Roman von vor 45 Jahren, Le noir de l’été, werde Torstels Name einmal genannt. Daragane stellt für sich fest, dass Chantal ihn an eine frühere Freundin gleichen Namens erinnert. Als er sich die von Gilles erstellte Akte nach dem Weggang von Chantal ansieht, fällt ein Kinderporträt heraus, das ein Passfoto aus einem Automaten zu sein scheint und auf dem Daragane zu sehen ist, etwa sieben Jahre alt. Ansonsten besitzt er selbst noch Unterlagen in einem Koffer, zu dem er den Schlüssel verloren hat. In der Akte von Gilles umkringelt er beim Lesen den Namen von Annie Astrand rot, und erschrocken überlegt er sich hinterher, wie er seine Markierung vor den beiden verbergen könnte. Außer dem Namen seiner Mutter und dem von Annie kommt ihm in den Unterlagen auch der Name Roger Vincent bekannt vor.

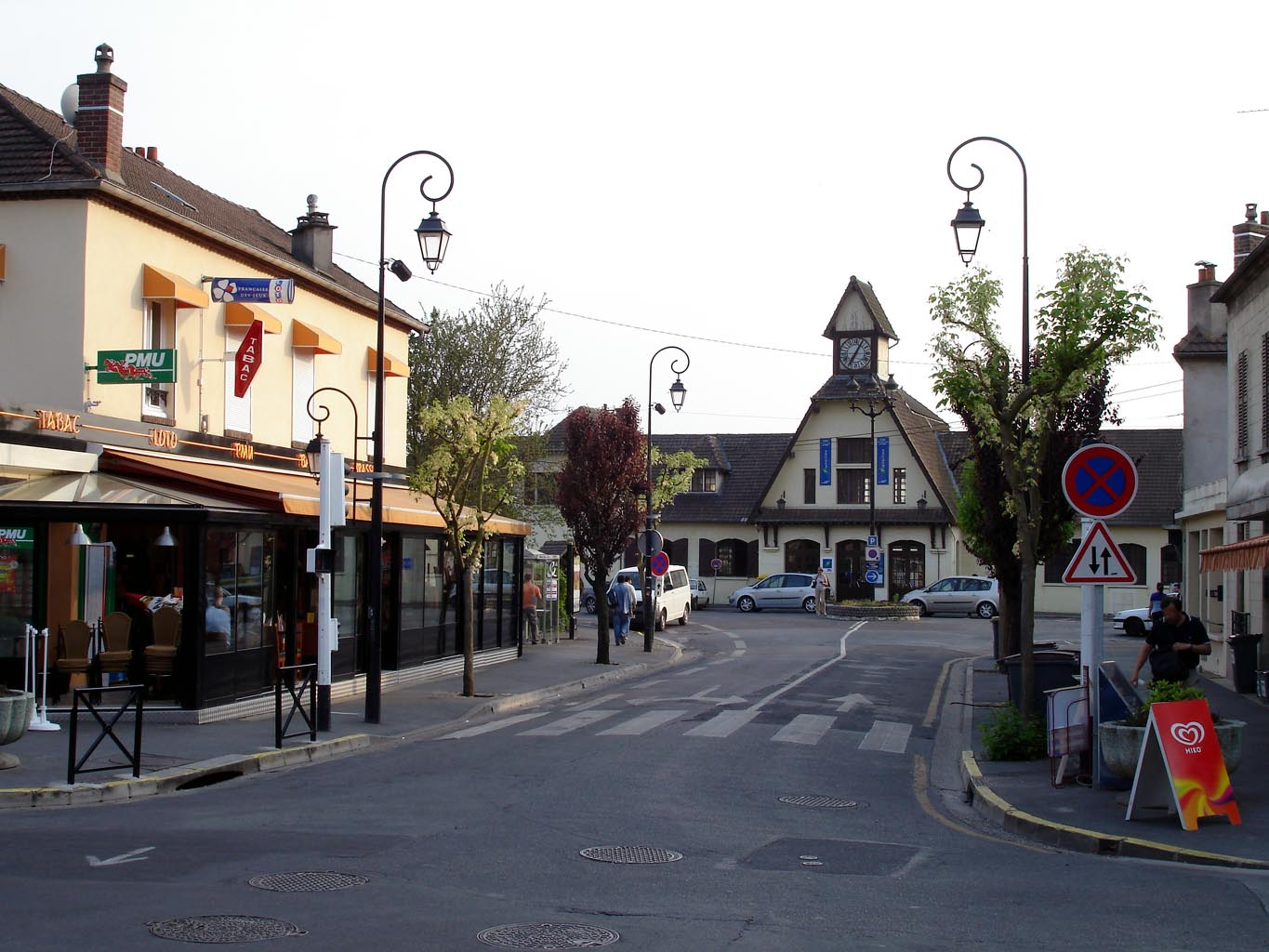
Blick auf das Bahnhofsgebäude in Saint-Leu-la-Forêt, April 2007

Daragane verlässt den Schutzraum, den er sich in einer Art „freiwilliger Amnesie“ („une amnésie volontaire“) geschaffen hatte, und lässt sich von den Ereignissen treiben wie eine Feder im Wind. Schnell tauchen weitere Namen auf, weitere Ereignisse und Lokalitäten aus der Vergangenheit. Sie bringen die Gegenwart ebenso durcheinander wie das Gemüt des Erzählers. Es gibt viele falsche Fährten und das Ganze spielt sich in drei verschiedenen Zeiten ab: in der Kindheit des Schriftstellers, als er seinen ersten Roman schreibt und als er um die Mitte 60 ist. Zudem verliert man sich leicht zwischen den Zeiten und es ist nicht leicht auszumachen, wann und in welcher Reihenfolge Daragane bestimmte Personen aus seiner Vergangenheit trifft, wie alt er zu dem jeweiligen Zeitpunkt ist und ob im Traum oder nicht: Annie Astrand, Guy Torstel sowie den Arzt Louis Voustraat. Letzterer war in Saint-Leu-la-Forêt der direkte Nachbar einer angeblich verruchten Gruppe von Erwachsenen, mit denen Daragane zeitweise aufgewachsen ist, ohne seine Mutter. Während des Gesprächs kommt Daragane die Erinnerung von Stimmen und Gelächter spät in der Nacht, die er im Halbschlaf gehört hat, von Annie und einer Colette Laurent im Zimmer auf der anderen Seite des Flurs. Und dass es oft eine Männerstimme war, wobei der Mann wohl jeweils das Haus verlassen habe, bevor es für Daragane Zeit war, zur Schule zu gehen. Da Voustraat den Schlüssel für das verlassene Haus eines gewissen Roger Vincent hat, will er dem Schriftsteller die Gelegenheit geben, es sich anzusehen. Daragane hat den Eindruck, dass Voustraat möglicherweise ahnt, dass sein Besucher der Junge von damals ist, aber er zieht es vor, sich ihm nicht zu erkennen zu geben und nimmt seinen Zug. 
Chantal und Gilles, die von Daragane im Geiste inzwischen bei ihren Vornamen genannt werden, rufen nicht mehr an – auch wenn er das Telefon wieder eingestöpselt hatte –, und sie tauchen bis zum Ende des Romans auch als Figuren nicht wieder auf.

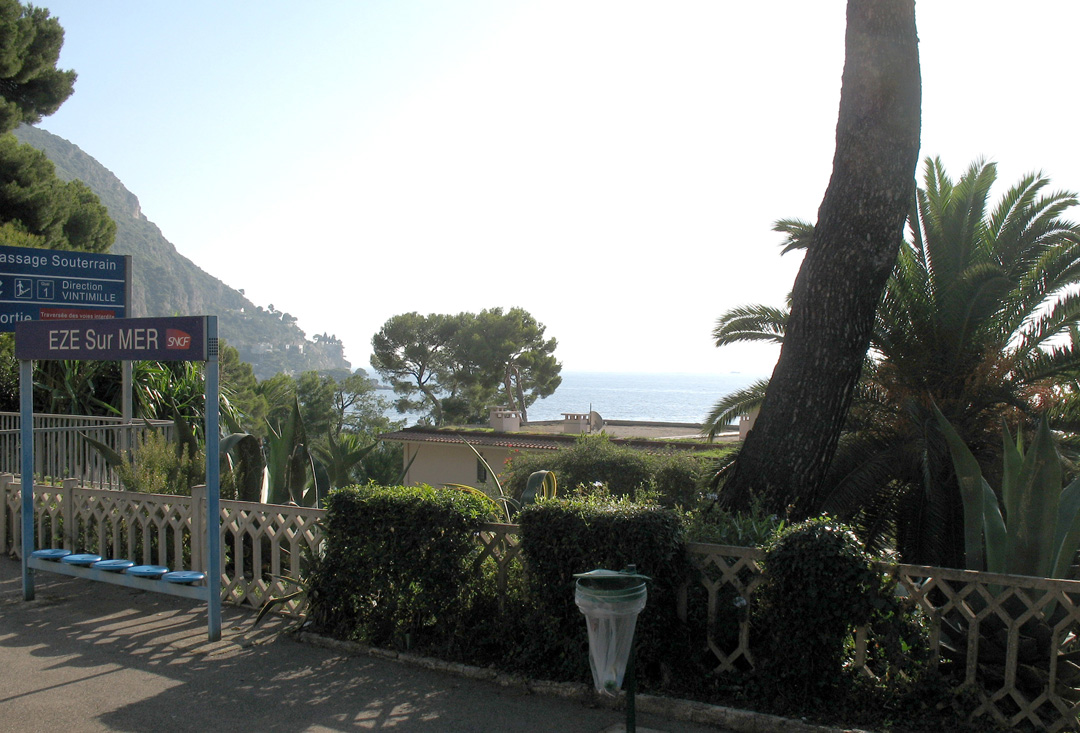
Am Bahnhof Èze-sur-Mer im Jahr 2006

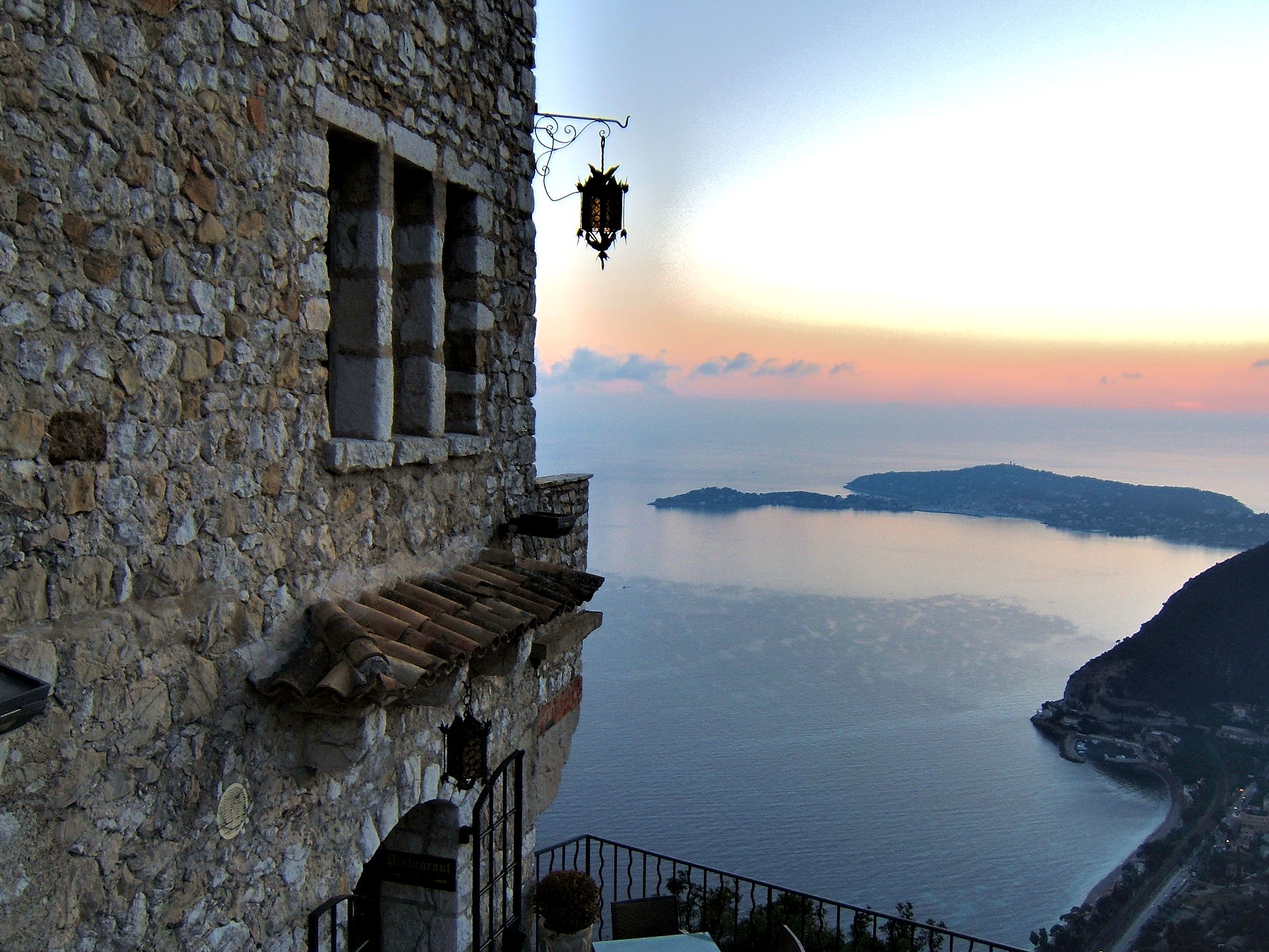
Haus in Èze

Die Geschichte endet damit, dass Daragane sich 20 Jahre später an einen Ort an der Côte d’Azur begibt, Èze-sur-Mer, dessen kleinen Bahnhof er wiederzuerkennen glaubt. Dort hatte er mit Annie nach einer langen Zugfahrt via Lyon Station gemacht, als diese nach Rom unterwegs war, wo man sie nicht würde finden können. Er erinnert, wie man sich fühlt, wenn man am Morgen nach einer unruhigen Nacht mit Telefonaten im Zimmer nebenan durch das Geräusch eines wegfahrenden Autos aufwacht und nach und nach gewahr wird, dass im Haus niemand mehr ist als man selbst.

## Erzählweise und Interpretation
In seiner Rezension für Tribune de Genève schreibt Pascal Gavillet, die Architektur des Romans baue darauf auf, dass Fährten gestört werden. Unklar ist, wer an dem Suchspiel beteiligt ist und womit. Alles ist komplexer, als es auf den ersten Blick zu sein scheint. Die Reflexionen des Erzählers mischen sich im Laufe der Geschichte so stark mit den Nachforschungen, dass man sie nicht mehr voneinander unterscheiden kann. Der erste Satz ist ohne Subjekt: „Nahezu nichts“, womit der Wille zu Abstraktion selbstsicher zum Ausdruck gebracht wird. Hier ist kein „ich“, aber dennoch ein allwissender Erzähler, der zeitgleich mit dem Leser die Puzzleteile einer Realität entdeckt. Alles dreht sich um einen Punkt, der außerhalb dieser Fiktion selbst liegt. Der Leser wird unablässig verwirrt und man weiß nicht, woher bei der Lektüre dieses Empfinden von Leere kommt, um nicht zu sagen Panik. Zentrale Figur ist die Erinnerung und deren Abwesenheit.
Für Bruno Corti hingegen, in seiner Rezension für Le Figaro, laufen die Fäden bei der Figur von Annie Astrand zusammen. Auch Natalie Crom, in der Debatte bei France Culture am 3. Oktober 2014, ist der Ansicht, dass Annie Astrand die zentrale Figur des Buches ist: eine unbestimmbare, komplexe Mutterfigur, ein Phantom. Und das, obwohl auf stilistischer Ebene eine große Klarheit herrsche, die sprachlich pur und ästhetisch ausbalanciert sei. Die Hauptfigur hangelt sich bei den Nachforschungen an einzelnen Namen entlang und dieser sei der wichtigste. Im selben Gespräch bei France Culture äußert sich Laurent Nunez dahingehend, dass es hier um Doubles gehe: Gilles und Jean, Chantal und Annie seien paarweise aufeinander beziehbar, es gibt Namensänderungen, gefälschte Ausweise, unrichtige Adressen und nicht zuletzt ist Geschriebenes nicht mehr da (der erste Teil des ersten Romans von Daragane) und es wird quasi eine Rekonstruktion versucht.
Dem Tenor der Fragen nach zu urteilen, die Modiano Anfang Oktober 2014 in einem Interview des Verlags Gallimard zu seinem neuesten Roman gestellt wurden, nimmt die Geschichte durch einen Verlust ihren Anfang, nicht durch etwas Wiedergefundenes. Verlust und Erinnerung stehen hier zueinander im Verhältnis: Je mehr der Erzähler mit dem Aufspüren seiner Kindheit weitermacht, desto weniger versteht er. Als ob es unabwendbar wäre, dass Sich-Erinnern zu mehr Unverständlichkeit führt anstatt zu mehr Klarheit. Der Protagonist Jean Daragane hat Schwierigkeiten damit, eine schlüssige Darstellung seiner eigenen Vergangenheit zu verfassen, was die Frage nahelegt, ob es unmöglich ist, eine Autobiografie zu verfertigen. Neben anderen Erinnerungen kommt Daragane auch einer seiner Jugendromane wieder in den Sinn, der wie eine Flaschenpost dazu dienen sollte, eine bestimmte Frau wiederzufinden, sozusagen ein Roman mit einer einzigen Leserin. Allem Anschein nach fabriziert der Protagonist vielmehr selbst Geheimnisse aus ziemlich alltäglichen Ereignissen. Will man so ein Geheimnis auflösen, gelangt man zu einer unvermeidlichen Enttäuschung.

## Leseerlebnis
In ihrer Rezension für Elle kommt Olivia de Lamberterie zu dem Ergebnis, dass man nach der Lektüre dieser Verweigerung einer Kindheit das Gefühl hat, dass Dinge, die weder ausgesprochen wurden noch aufgelöst worden sind, möglicherweise noch schlimmer sind als zu wissen, dass Annie Astrand Akrobatin war, eine gewisse Zeit im Gefängnis verbracht hat und dass Daragane anschließend mit ihr in Montmartre lebte, als sie ihm den Zettel mit der Adresse ihrer Wohnung zusteckte. Francis Richard nimmt Bezug auf das Stendhal-Motto des Romans, wenn er schreibt, dass es vorausdeute, wie die beiden Zeiten der Vergangenheit von Daragane nicht vollständig aus dem Schatten hervorkommen, einmal die vor etwas mehr als 60 Jahren und die andere fünfzehn Jahre später. Modiano verbinde auf leichtfüßige Art diese beiden Vergangenheiten mit der Gegenwart, nicht ohne dabei einige Zonen mit einer Warnung zu versehen, um beim Leser ein Gefühl des Mysteriösen wachzuhalten. Bei Modiano sei nichts wie es scheint („l’apparence ne fait pas l’essence“) und die verschiedenen Erzählfäden bleiben in der Schwebe. Daher wolle man sich darin verlieren, als ob das Buch mit einem flirte, so der Leseeindruck bei Caroline Doudet. Für Bruno Corty bleibt nach der Lektüre für erfahrene Modiano-Leser die Empfindung eines Fließens und einer merkwürdigen Atmosphäre in Vermischung mit dem Modergeruch einer problematischen Vergangenheit. Neuen Lesern im Universum von Patrick Modiano, das seinesgleichen suche, sagt Corty ein Gefühl des Verzaubertseins voraus.

## Bekannte Namen
An bekannten Namen fallen im Gespräch zwischen Daragane und Louis Voustraat Wanda Landowska und Olivier Larronde. Andere Figuren sind bereits aus dem früheren Roman Remise de peine (dt. Straferlass) aus dem Jahr 1988 bekannt, wo es schon eine Ersatzmutter Annie F. sowie einen Roger Vincent gab. Was Pour que tu ne te perdes pas dans le quartier von dem Vorgänger unterscheidet, ist, dass ähnliche Ereignisse in einem ähnlichen Umfeld aus einer anderen Perspektive beleuchtet werden: War es damals der Blick aus der Kindheit, ist es nun derjenige des reifen Alters.

## Ausgaben
- Pour que tu ne te perdes pas dans le quartier. roman. Gallimard, Paris 2014 ISBN 978-2-07-014693-2
  - Damit du dich im Viertel nicht verirrst. Übers. Elisabeth Edl, Hanser, München 2015 ISBN 978-3-446-24908-0, wieder dtv, 2017